# Cervonema papillatum
Cervonema papillatum is een rondwormensoort uit de familie van de Comesomatidae. De wetenschappelijke naam van de soort is voor het eerst geldig gepubliceerd in 1988 door Jensen.